# れじゃぐる2
『れじゃぐる2』は、2007年4月7日から2009年3月28日まで大分朝日放送（OAB）で毎週土曜 12:00 - 13:00に放送されていた自主制作のローカルワイド番組である。

## 概要
『れじゃぐるテレビ』の後番組としてスタート。前番組が実施していたコーナーは、一部を除いてそのまま続投した。大分県外でのロケを行うことが多く、同じ企画を2週以上にわたって放送することもあった。
2007年5月26日放送分まではSD画質だったが、同年6月2日放送分をもってHD化された。
2009年3月28日放送分をもって『れじゃぐる2』としての放送を終了。翌4月4日からは番組タイトルから数字が無くなり、『れじゃぐる』と題して放送されている。

## 出演者

### 番組終了時の出演者
- 村島里佳（OABアナウンサー）
- 梶川善寛
- 高嶋和代（当時OABアナウンサー）
- きどゆういち
- 児玉泰一郎（当時OABアナウンサー）

### 途中降板した出演者
- 原田多美子（フリーアナウンサー）
- 井川絵美

## 主なコーナー

### 番組終了時のコーナー
ドニコン!
「土日はこんな日」を略したもの。その週の土日の記念日などを詳しく紹介するコーナー。
新・大分の歩き方
大分県内のさまざまな場所を散策・紹介するコーナー。
シネフレックス映画情報
お和（おかず）さんが映画情報を紹介するコーナー。時折、マジックを披露することもあった。また、過去には梶川が代役として登場したこともある。
昼下がりのカフェ
大分県内のカフェを紹介するコーナー。
現代版・わらしべ長者
そらぽの人形から、さまざまなものと交換していく企画。

### 途中まで実施していたコーナー
五右衛門プロジェクト（25回シリーズ、『れじゃぐるテレビ』時代からのコーナー）
古い民家から、日本の古き良き生活を体験するというコーナー。
めじろんラベル グルメな繁盛店
人気のある店の料理をサッポロビールと一緒に楽しむ。
バンドをやろうぜ! SoundMaster 〜目指せライブステージ〜
番組リポーター同士でバンドを組み、さまざまな楽器を使ってライブステージで演奏するドキュメンタリー。2007年12月2日にはかんたん倶楽部で実際にライブが行われた。
さすらいのアルバイター“カジィ”
カジィこと梶川が様々なアルバイトに挑戦し、「働く喜びとお金の大切さ」を学ぶ企画。最終回では、貯めたお金で番組オリジナルグッズを作って視聴者にプレゼントした。
お取り寄せランキング
楽天市場調べで、大分県民が取り寄せた商品のランキングを紹介する。
村島動物溺愛人間化計画
かなりの動物嫌いが判明した村島を、動物を愛し、動物からも愛されるアナウンサーになってもらう企画。他には、「井川絵美の名湯ひとり旅」、「熱闘!女子アナバトル」、「年男たいけチュー」など。アナウンサー同士で対決するという企画が多く見られた。
手技の流儀
梶川が陶芸家を目指す企画。
別府を極める（8回シリーズ）
高嶋が別府八湯と、その近くの飲食店を紹介する。飲食店の場面では、料理と一緒にアサヒビールが供されていた。